# AbiWord
AbiWord（アビーワード）は、自由かつオープンソースのワードプロセッサ。GNOME Officeに含まれる。ライセンスはGPL。"AbiWord"の"Abi"は、スペイン語の"abierto"に由来し、“オープン”を意味する。
対応OSは、Linux、Windows、Mac OS X (PowerPC)、ReactOS、BeOS、AmigaOS 4.0 (Cygnix X11エンジン経由)である。

## 特徴
AbiWordは、文書フォーマット、表、脚注の表示やインデックスの自動作成等の基本的な機能を備える。ユーザインタフェースはMicrosoft Wordに倣っている。ソフトウェアはクロスプラットフォームに対応している。機能の拡張はプラグインによって可能であり、また、他のオフィススイートと簡単にデータを交換することができる。多言語で利用でき、30の言語の辞書が用意されている。MathMLをサポートしており、数式の挿入が可能。また、Wikipediaのプラグインが含まれており、記事を受信することができる。
インポート・エクスポート可能なファイル形式は、Rich Text Format (.rtf)、Microsoft Word (.doc)、 OpenDocument Text  (.odt)、Office Open XML (.docx)、HTMLとLaTeXである。このアプリケーション固有のフォーマットはXML形式である。
Windows用にポータブルアプリケーションが用意されており、このバージョンでは、アプリケーションをインストールすることなく、ハードディスクまたはUSBメモリから起動できるように設計されている。バージョン2.4.2からはNokia 770 Internet Tabletをサポートする。

## 歴史
AbiWordは本来、SourceGear Corporationが自由ソフトウェアとして公開する予定であったオフィススイート “AbiSuite” の1つのコンポーネントとなる予定であったが、SourceGearは次第に経営を利益追求モデルへと移行したため、現在AbiWordプロジェクトはボランティアにより運営されている。
マサチューセッツ工科大学で行われているOne laptop per childプロジェクトにおいて、AbiWordが標準のワードプロセッサとして100ドルパソコン ($100 Laptop) にインストールされる予定である。